# الکسیس پرنس
الکسیس پرنس (انگلیسی: Alexis Prince؛ زادهٔ ۵ فوریهٔ ۱۹۹۴) بازیکن بسکتبال اهل ایالات متحده آمریکا است.
از باشگاه‌هایی که در آن بازی کرده‌است می‌توان به آتلانتا دریم اشاره کرد.